# Hydractinia carcinicola
Hydractinia carcinicola is een hydroïdpoliep uit de familie Hydractiniidae. De poliep komt uit het geslacht Hydractinia. Hydractinia carcinicola werd in 1939 voor het eerst wetenschappelijk beschreven door Hiro. 